# تیوتیکسین
تیوتیکسین (به انگلیسی: Thiothixene)
رده درمانی: داروهای ضد روان‌پریشی، از تیوگزانتین ها
اشکال دارویی: کپسول

## موارد مصرف
تیوتیکسین اصولاً جهت درمان انواع روان‌پریشی بکار میرود.

## مکانیسم اثر
تیوتیکسین از گروه تیوگزانتین ها(مشابه فنوتیازینها) است.مکانیسم اصلی اغلب این داروها مهار گیرنده‌های دوپامینی در مغز است.

## عوارض جانبی
عوارضی مانند آثار آنتی کولینرژیک (خشکی دهان، یبوست)؛ تهوع، استفراغ و دارد.واکنشهای اکستراپیرامیدال، افت فشارخون، کاهش دید، لکوپنی و به ندرت نشانگان نورولپتیک بدخیم نیز ممکن است بروز کنند.